# Романово (Торопецкий район)
Романово — деревня на западе Торопецкого района Тверской области. Входит в состав Плоскошского сельского поселения.

## География
Деревня расположена в 15 км (по автодороге — 28 км) к юго-западу от посёлка Плоскошь. Восточная часть деревни примыкает в реке Кунья при впадении в неё реки Боканиха. Ближайшие населённые пункты — деревни Пестряково и Бабино.

## Климат
Деревня, как и весь район, относится к умеренному поясу северного полушария и находится в области переходного климата от океанического к материковому. Лето с температурным режимом +15…+20 °С (днём +20…+25 °С), зима умеренно-морозная −10…-15 °С; при вторжении арктических воздушных масс до −30…-40 °С.
Среднегодовая скорость ветра 3,5-4,2 метра в секунду.

## Население
| 2010 |
| ---- |
| 33   |